# Ploče
Ploče är en kuststad i landsdelen Dalmatien i Kroatien med cirka 10 000 invånare.
Staden är en hamnstad och har järnväg till Sarajevo i Bosnien-Hercegovina. Det är den viktigaste hamnen för Bosnien även om den ligger i Kroatien. Järnvägsnätet och hamnlägena speglar gamla gränser, Österrike-Ungerns och Jugoslaviens gränser, inte nutida gränser.
Bosnien och Kroatien diskuterar (grälar om) rättigheter (ekonomisk frizon) för Bosnien-Hercegovina i Pločes hamn mot lättnader i passage genom Neum i Bosnien, nödvändig att passera för bilar till Dubrovnik i södra Kroatien.